# Pim Lammers
Pim Lammers (2 oktober 1993) is een Nederlandse schrijver. 

## Loopbaan
Lammers studeerde politicologie en Nederlandse taal & cultuur aan de Universiteit van Amsterdam. In 2017 verscheen zijn eerste prentenboek, Het lammetje dat een varken is, met illustraties van Milja Praagman. Het was het allereerste Nederlandse transgenderprentenboek. In 2018 werd het boek bekroond met een Zilveren Griffel en daarmee werd Lammers op 24-jarige leeftijd de jongste winnaar van een Zilveren Griffel ooit. Naast kinderboeken schrijft hij ook voor volwassenen.
Lammers werd in 2023 door het CPNB uitgekozen om het kinderboekenweekgedicht te schrijven. Toen er op sociale media passages rondgingen uit zijn korte verhaal Trainer (2016, voor volwassenen), dat gaat over intimiteiten tussen een jongen en diens voetbaltrainer, kreeg hij doodsbedreigingen en trok hij zich terug.
Tijdens het Utrecht Queer Culture Festival in oktober 2023 hield Lammers de eerste Dirkje Kuik-lezing, genoemd naar de Nederlands transgender schrijfster, graficus, illustrator en tekenaar Dirkje Kuik.

## Prijzen
- 2018 - Zilveren Griffel voor Het lammetje dat een varken is, geïllustreerd door Milja Praagman
- 2019 - White Raven voor De boer en de dierenarts, samen met illustrator Milja Praagman. De White Raven is een selectie van bijzondere kinder- en jeugdboeken van over de hele wereld, gemaakt door de Internationale Jeugdbibliotheek in München.[6]
- 2021 - Nominatie de Boon voor Kinder- en Jeugdliteratuur (longlist) voor Er was eens een koe, geïllustreerd door Marije Tolman.
- 2022 - Bronzen Griffel voor Tintelvlinders en pantoffelhelden, geïllustreerd door Sanne te Loo.
- 2022 - Boer Boris Premie voor zijn inspanningen om tot een diverser kinderboekenlandschap te komen.[7]
- 2022 - Nominatie de Boon voor Kinder- en Jeugdliteratuur (longlist) voor Ik denk dat ik ontvoerd ben, geïllustreerd door Sarah van Dongen
- 2025 - Zilveren Griffel voor Een ongelofelijk grote, ongelofelijk gevaarlijke leguaan, illustraties van Natascha Stenvert (tot 6 jaar)

### Kinderboeken
- 2017 - Het lammetje dat een varken is (De Eenhoorn), met illustraties van Milja Praagman).
- 2018 - De boer en de dierenarts (De Eenhoorn), met illustraties van Milja Praagman
- 2018 - Een tent vol lol (Zwijsen), met illustraties van Esther Leeuwrik
- 2018 - Het grote kleine monster (De Eenhoorn), met illustraties van Joris Thys
- 2020 - Er was eens een koe (Querido), met illustraties van Marije Tolman
- 2021 - Kamiel de kameel (De Eenhoorn), met illustraties van Suzan T’Hooft
- 2021 - Ik ben niet lief (Zwijsen), met illustraties van Hélène Jorna
- 2021 - In vuur en vlam (Zwijsen), met illustraties van Silvie Buenen
- 2021 - Op zoek naar een sint (Zwijsen), met illustraties van Hugo van Look
- 2022 - Ik denk dat ik ontvoerd ben (gedichten) (Querido), met illustraties van Sarah van Dongen ISBN 978 90 4512 789 7
- 2023 - 151 boeken (Querido) Hedy Tjin kreeg in 2024 voor haar illustraties een Zilveren Penseel ISBN 9789045129594

### Voor volwassenen
- 2016 - Trainer, De optimist, met illustratie van Lauralouise Hendrix

## Bestseller 60
| Boeken met noteringen in de Nederlandse Bestseller 60 | Jaar van verschijnen | Datum van binnenkomst | Hoogste positie | Aantal weken | Opmerkingen |
| ----------------------------------------------------- | -------------------- | --------------------- | --------------- | ------------ | ----------- |
| Ik denk dat ik ontvoerd ben                           | 2023                 | 15-02-2023            | 17              | 3            |             |